# Ahessea crassirostris
Ahessea crassirostris är en tvåvingeart som först beskrevs av Hesse 1967.  Ahessea crassirostris ingår i släktet Ahessea och familjen svävflugor. Inga underarter finns listade i Catalogue of Life.